# Miusynsk
Miusynsk (tiếng Ukraina: Міусинськ) là một thành phố của Ukraina. Thành phố này thuộc tỉnh Luhansk. Thành phố này có diện tích ? km2, dân số theo điều tra dân số năm 2001 là 6029 người.